# Sauris pallidipalpis
Sauris pallidipalpis är en fjärilsart som beskrevs av Louis Beethoven Prout 1916. Sauris pallidipalpis ingår i släktet Sauris och familjen mätare. Inga underarter finns listade.